# Kithira (gmina)
Kithira (gr. Δήμος Κυθήρων, Dimos Kitiron) – gmina w Grecji, w administracji zdecentralizowanej Attyka, w regionie Attyka, w jednostce regionalnej Wyspy. Siedzibą gminy jest Kithira. W jej skład wchodzą wyspy: Kithira i Andikitira. W 2011 roku liczyła 4041 mieszkańców. Powstała 1 stycznia 2011 roku w wyniku połączenia dotychczasowej gminy Kithira i wspólnoty Andikitira.